# CFMF-FM
CFMF-FM est une station de radio communautaire située à Fermont, Québec, dans la région de la Côte-Nord diffusant sur la bande FM à la fréquence 103,1 MHz avec une puissance de 37 watts.

## Historique
CFMF-FM Fermont a été lancé le 15 septembre 1979 à la fréquence 103,1 MHz avec une puissance de 40 watts par Radio Communautaire de Fermont Inc. CFMF a cessé temporairement ses activités durant l'été 1987.
Le 4 septembre 1992, CFMF fut autorisé à partager 12 heures de programmation par semaine avec la radio communautaire francophone CJRM-FM (en) de Labrador City, qui eux diffusent 12 heures par semaine de la programmation de CFMF. Cet échange fut éliminé le 12 juin 1995 lors du renouvellement de la licence de la station.

## Animateurs
- Karl Gagné Côté, (Bonjour, Bonne Nuit, En Vogue)
- Genevieve Richard, (L'Aller-Retour, Graffiti)
- Élizabeth Séguin, (L'Actualité en détail)
- Sébastien Roy (bénévole), (Le Party du 6 à 8)